# تاکشی آبو
تاکشی آبو (به ژاپنی: 阿保 剛 Abo Takeshi)؛ زادهٔ ۱۷ ژانویهٔ ۱۹۷۳) یک آهنگساز موسیقی بازی ویدئویی اهل ژاپن است.